# Namen en gezichten
Namen en gezichten. Verhalen is het vierde boek en de tweede verhalenbundel van de Nederlandse schrijver Frans Kellendonk, verschenen in september 1983.

## Geschiedenis
Vanaf oktober 1977 waren verschillende verhalen voorgepubliceerd, met name in het tijdschrift De Revisor. Deze deels nog ongebundelde verhalen werden opgenomen in deze in september 1983 verschenen bundel. Alleen de twee laatste verhalen, 'De verheerlijking' en 'Dood en leven van Thomas Chatterton', waren niet eerder gepubliceerd en verschenen hierin dus voor het eerst.
In september 1984 verscheen, als geschenk van de uitgever Maarten Asscher, een tweede druk in zeer kleine oplage.

### Boekpublicaties
- Namen en gezichten. Verhalen. Amsterdam, Meulenhoff. September 1983.
- 'Namen en gezichten', in: Het complete werk. Amsterdam, Meulenhoff, 1992, p. 527-634.

### Vertaling
- 'Die Verherrlichung', in: Mit anderen Augen. Köln, 1985 [Duitse vertaling van 'De verheerlijking'].

Bouwval · John & Richard Marriott · De nietsnut · Letter en geest · Namen en gezichten · Aantekeningen uit de nieuwe wereld · Het werk van de achtste dag · Hier schiet elk woord wortel · Mystiek lichaam · Muren · De veren van de zwaan · Geschilderd eten · De halve wereld · Het complete werk · De brieven · Het onstoffelijke boek · Uw horoscoop · Homoseksualiteit